# Ignacio Andereggen
Ignacio E. M. Andereggen (nacido en Buenos Aires en 1958) es un sacerdote católico, filósofo y teólogo argentino. Doctor en Filosofía y en Teología por la Pontificia Universidad Gregoriana de Roma, es profesor Ordinario titular de Metafísica y de Gnoseología en la Facultad de Filosofía y Letras de la Pontificia Universidad Católica Argentina (Buenos Aires), y profesor Invitado en la Pontificia Universidad Gregoriana (Roma) y en el Ateneo Pontificio Regina Apostolorum (Roma). Andereggen fue investigador del Consejo Nacional de Investigaciones Científicas y Técnicas (CONICET), es miembro correspondiente de la Pontificia Academia de Santo Tomás de Aquino y de Religión Católica (Roma), Presidente de la Sociedad Tomista Argentina, y ha publicado numerosos artículos (https://unigre.academia.edu/ignacioandereggen) de sus disciplinas y libros algunos de ellos traducidos al italiano.

## Pensamiento
Andereggen es uno de los principales representantes del tomismo argentino contemporáneo, que aprendió durante sus estudios de Licenciatura en Filosofía en la Pontificia Universidad Católica Argentina. Fue alumno de Octavio Derisi, Pedro G. Blanco, Juan A. Casaubón y Emilio Komar. La lectura que Andereggen hace de Tomás de Aquino se caracteriza por acentuar la influencia en este autor del Pseudo-Dionisio Areopagita, especialmente afirmando la primacía del Bien como atributo divino. También subraya la importancia de la doctrina dionisiana de las uniones y discreciones divinas. Andereggen acentúa la tesis tomista de la necesidad de la gracia, incluso para poder cumplir plenamente la ley natural. En línea con su interés por Dionisio, Andereggen es también un especialista en teología mística, que ha estudiado desde sus raíces medievales en Dionisio, san Agustín, santo Tomás y san Buenaventura, hasta la modernidad, especialmente en san Juan de la Cruz. En el campo de la filosofía, Andreggen es especialista en el pensamiento de Hegel, autor del que es muy crítico, así como de la infiltración de las ideas del pensador alemán en la teología católica contemporánea. Andereggen ha incursionado también en el campo de la psicología, desarrollando una profunda crítica filosófica y teológica de Sigmund Freud, y proponiendo el desarrollo de una psicología católica.

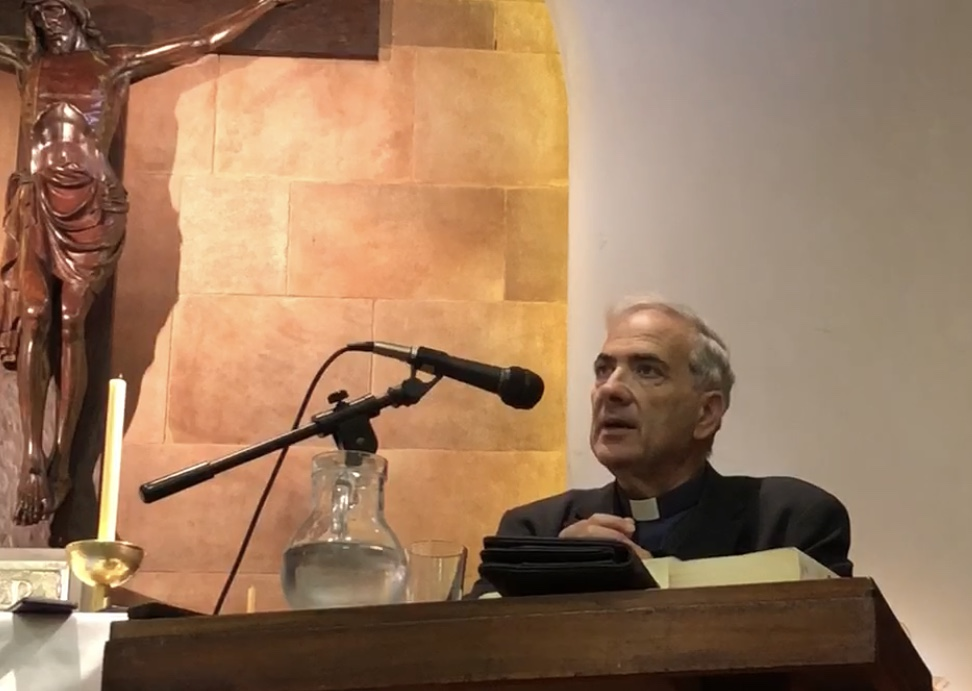

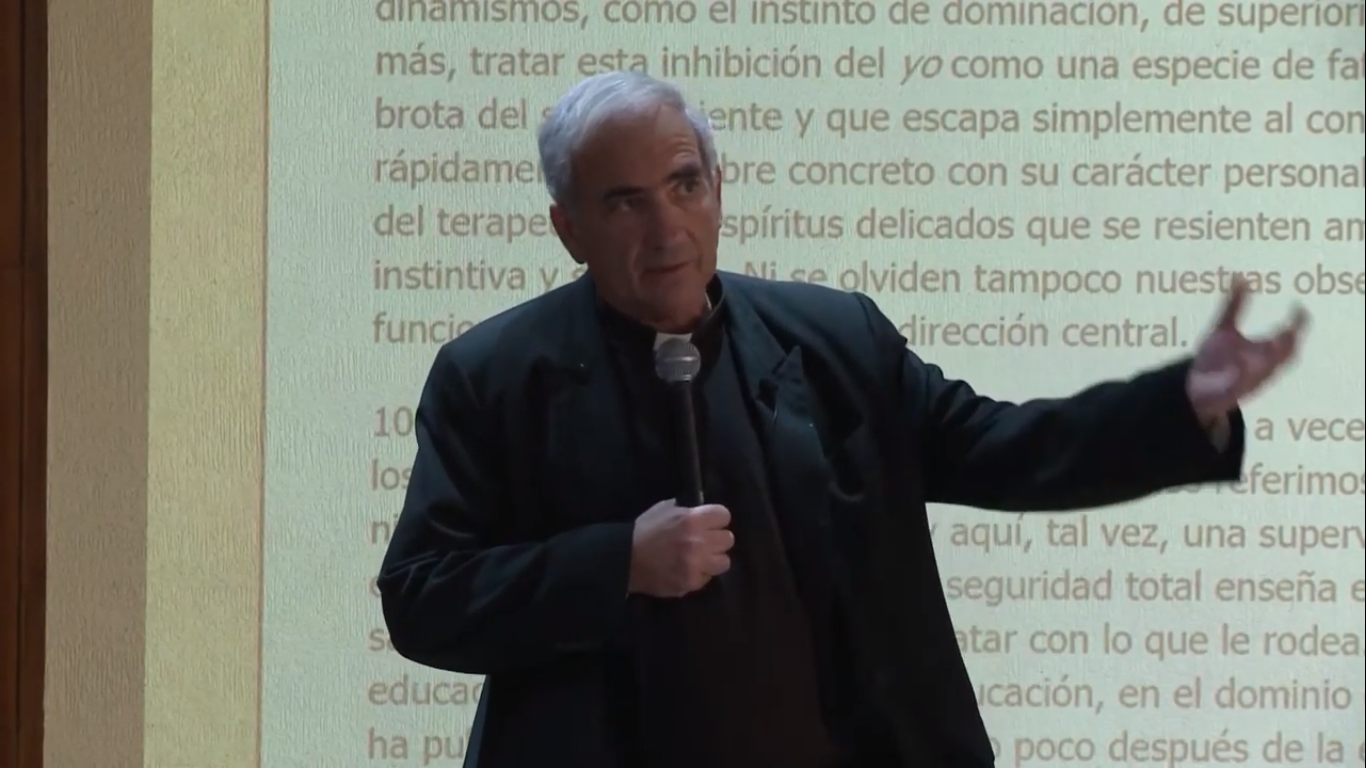

## Libros publicados
La metafísica de Santo Tomás en la exposición sobre el De divinis nominibus de Dionisio Areopagita
- (1988) EDUCA, Buenos Aires, 326 pp.

Introducción a la teología de Santo Tomás de Aquino
- (1992) EDUCA, Buenos Aires, 206 pp.
- (1996) Versión en italiano, Dehoniane, Roma, 224 pp.
- (2019) Versión en italiano, Dionysius, Roma-Madrid-Buenos Aires, 376 pp.

Hegel y el Catolicismo
- (1995) EDUCA, Buenos Aires, 476 pp.
- (2021) Dionysius, Roma-Madrid-Buenos Aires, 518 pp.

La psicología ante la gracia (en colaboración)
- (1997) EDUCA, Buenos Aires, 400 pp.
- (1999) EDUCA, Buenos Aires, 424 pp.
- (2020) Versión en Italiano, Dionysius, Roma-Madrid, Buenos Aires, 466 pp.
- (2022) Dionysius, Roma-Madrid-Buenos Aires, 513 pp.

Contemplación filosófica y contemplación mística. Desde las grandes autoridades del siglo XIII hasta Dionisio Cartujano
- (2002) EDUCA, Buenos Aires, 598 pp.

Sacerdocio y plenitud de vida
- (2003) Versión en italiano, Dionysius, Roma-Madrid-Buenos Aires, 345 pp.
- (2004) EDUCA, Buenos Aires, 268 pp.
- (2021) Versión en italiano, Dionysius, Roma-Madrid-Buenos Aires, 350 pp.

Bases para una psicología cristiana (en colaboración)
- (2005) EDUCA, Buenos Aires, 280 pp.
- (2022) Dionysius, Roma-Madrid-Buenos Aires, 320 pp.

Teoría del conocimiento moral. Lecciones de gnoseología
- (2006) EDUCA, Buenos Aires, 356 pp.
- (2019) Dionysius, Roma-Madrid-Buenos Aires, 502 pp.

Antropología profunda. El hombre ante Dios según Santo Tomás y el pensamiento moderno
- (2008) EDUCA, Buenos Aires, 493 pp.

Experiencia espiritual. Una introducción a la vida mística
- (2009) EDUCA, Buenos Aires, 905 pp.
- (2021) Dionysius, Roma-Madrid-Buenos Aires, 792 pp.

Filosofía primera. Lecciones aristotélico-dionisíaco-tomistas de metafísica
- (2012) EDUCA, Buenos Aires, 507 pp.

Los jóvenes, la fe y el discernimiento vocacional
- (2019) Dionysius, Roma-Madrid-Buenos Aires, 28 pp.

La formación presbiterial según Optatam totius del Concilio Vaticano II: Santo Tomás de Aquino hoy
- (2019) Dionysius, Roma-Madrid-Buenos Aires, 85 pp.

Theologia moderna: Radici filosofiche, raíces filosóficas, racines philosophiques, philosophical roots
- (2019) Dionysius, Roma-Madrid-Buenos Aires, 438 pp.

Fundamentos de la filosofía moral de Santo Tomás de Aquino
- (2019) Dionysius, Roma-Madrid-Buenos Aires, 508 pp.

Fundamentos de la teología moral de Santo Tomás de Aquino
- (2019) Dionysius, Roma-Madrid-Buenos Aires, 376 pp.

Amoris Laetitia y la interpretación de los obispos de la región de Buenos Aires
- (2019) Dionysius, Roma-Madrid-Buenos Aires, 88 pp.

La persona e l´anima nella prospettiva di San Tommaso
- (2020) Dionysius, Roma-Madrid-Buenos Aires, 358 pp.

Divine love and the dignity of women
- (2020) Dionysius, Roma-Madrid-Buenos Aires, 37 pp.

Paternità divina e paternità spirituale in san Tommaso d´Aquino
- (2021) Dionysius, Roma-Madrid-Buenos Aires, 28 pp.